# Husfru

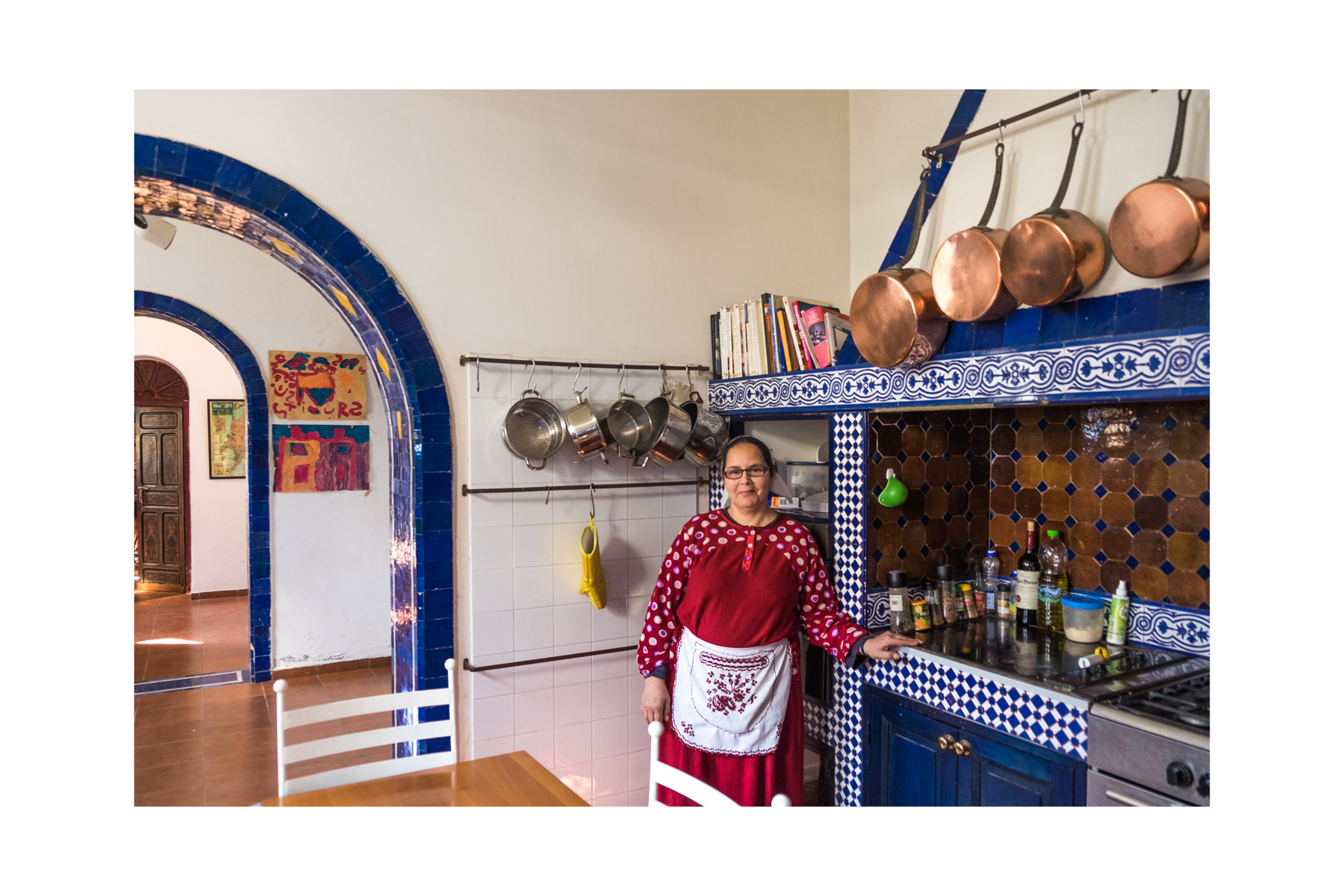
Husfru i Marocko (2015).

En husfru eller husherre är en yrkestitel, främst inom hotell- och restaurangbranschen men även i residens, universitet och privathem. Husfruns uppgift är vanligtvis att vara arbetsledare för personalen, men förestår i vissa fall hela hushåll.

## Platser

### Hotell och restauranger
En hotellhusfru är arbetsledare för hotellstädare, och ansvarar för budget, personalrekrytering, schemaläggning och lönerapportering.
En restauranghusfru ansvarar för att restauranglokalerna är städade och i ordning. Hon har också ansvar för budget, och att organisera och leda arbetet för disk- och städpersonalen på restaurangen. I en restauranghusfrus arbete ingår även personalrekrytering, schemaläggning och lönerapportering.
På många större hotell och restauranger finns det en gemensam chefshusfru, som endast har hand administrativt arbete, som schemaläggning, budget, personalrekrytering och inköp. Till sin hjälp kan en chefshusfru ha assistenter och så kallade våningshusfruar, vilka är arbetsledare för det löpande arbetet.

### Residens
Husfruar är ansvariga för hushållet i den svenske statsministerns representationsbostäder, Sagerska huset och Harpsund, samt i de svenska landshövdingarnas residens.

### Privathem
I privathem med husligt anställda leds arbetet antingen direkt av arbetsgivaren eller med hjälp av exempelvis en husfru. Husfrun kan vara inneboende, precis som övriga anställda, men många gånger är deras lön och status hos arbetsgivaren högre. De har ofta även högre utbildning, och brukar vara lite äldre. Då arbetsgivarens familj är bortrest under längre tid brukar ofta de anställda få stanna kvar i arbetsgivarens bostad, där då husfrun ansvarar för hela ledningen av arbetet.